# 豪蒙格·费伦茨
豪蒙格·费伦茨（匈牙利語：Hammang Ferenc，1944年5月20日—），匈牙利男子击剑运动员。他曾代表匈牙利参加1976年和1980年夏季奥林匹克运动会击剑比赛，获得一枚铜牌。